# Paul Straßenberger
Paul Straßenberger (auch: Strassenberger; * 4. Juni 1910 in Würzburg; † 18. März 1956) war ein deutscher Politiker (KPD/SED) und Wirtschaftsfunktionär. Er war Erster Stellvertreter des Vorsitzenden der Staatlichen Plankommission der DDR.

## Leben
Straßenberger, Sohn eines Reichsbahnbeamten, besuchte die Volksschule und die Oberrealschule. Er legte das Abitur ab und begann 1929 ein Studium an der Technischen Hochschule München. 1930 trat er der KPD bei. Straßenberger war auch Mitglied der Kommunistischen Studentenfraktion (Kostufra).
Nach der „Machtergreifung“ der Nationalsozialisten betätigte er sich weiterhin illegal für die KPD. Im März 1933 wurde Straßenberger verhaftet und war bis Dezember 1933 im Gefängnis München und im KZ Dachau inhaftiert. Nach seiner Entlassung konnte er sein Studium wieder aufnehmen und schloss es als Diplom-Ingenieur ab.  Ab 1934 verrichtete er im Auftrag der KPD illegale Arbeit in der SA. Ab 1935 war er als Konstrukteur und Ingenieur in Augsburg und in Schweinfurt tätig. 1937 zog er nach Berlin, wo er eine Arbeit bei Siemens aufnahm. Ab 1939 war er in den BMW-Flugzeugmotorenwerken beschäftigt.
Nach Kriegsende war Straßenberger von Mai bis September 1945 Sekretär der Stadtverwaltung von Neustadt an der Orla. 1945 trat er erneut der KPD bei und wurde 1946 Mitglied der SED. Ende 1945 wurde er Leiter der Abteilung Planung und Statistik, 1946 dann Leiter der Abteilung Statistik und Wirtschaftskontrolle der Deutschen Zentralverwaltung der Industrie. Von 1948 bis 1950 leitete er die Hauptabteilung Zusammenfassende Planung der Hauptverwaltung Wirtschaftsplanung in der Deutschen Wirtschaftskommission bzw. war  stellvertretender Leiter des Zentralen Planungsamtes im Ministerium für Planung. Von 1951 bis 1953 war er stellvertretender Vorsitzender der Staatlichen Plankommission (SPK). 1954 schloss er ein Fernstudium an der Parteihochschule „Karl Marx“ ab. Von 1953 bis 1956 fungierte Straßenberger als Staatssekretär und Erster Stellvertreter des Vorsitzenden der SPK. 1953 war er Mitglied der Kommission zur Übernahme der letzten SAG-Betriebe. 
Von 1954 bis 1956 war Straßenberger auch Mitglied der Sektion Wirtschaftswissenschaften der Deutschen Akademie der Wissenschaften.